# Brenner-hágó
A Brenner-hágó (németül Brenner, Brennerpass, olaszul Passo del Brennero)  Ausztria Tirol tartománya és Olaszország Dél-Tirol régiója közötti jelentős közlekedési útvonal, 1374 m tengerszint feletti magasságban fekvő hegyvidéki átkelőhely a Keleti-Alpok részét képező Ötz-völgyi-Alpokban.

## Története
A környék már a rézkorban is lakott volt. A Brenner-hágótól 50 km-re nyugatra találták meg az Ötzi-nek elnevezett,  i. e. 3300 körül élt vadász mumifikálódott, jégbe fagyott holttestét. Augustus légiói az Etsch völgyéből indultak északnak, s keltek át a hágón i. e. 15-ben. A Római Birodalom jelentős összekötő útvonala Raetia tartománnyal. Lucius Septimius Severus császár a 2. század végén elrendelte megerősítését.
A 16. században a császári postaforgalom ellátásával megbízott bergamói de Tassis család (később Thurn und Taxis) az út karbantartását is felügyelte. Mária Terézia utasítására 1777-ben felújították. Goethe szintén ezen az útvonalon utazott 1786-ban Itáliába. Vasútvonalát 1867-ben építették.
Az 1919-es saint-germaini békeszerződésben kijelölt határvonal Ausztria és Olaszország között Brenner településen halad át. Az útvonal ausztriai részét, a növekvő személygépkocsi-forgalom miatt 1926-ban leaszfaltozták. 1957-ben, az Europabrücke (magyarul Európa-híd) építésével kezdetét vette a Brenner-autópálya építése, melyet 1963. november 17-én adtak át.

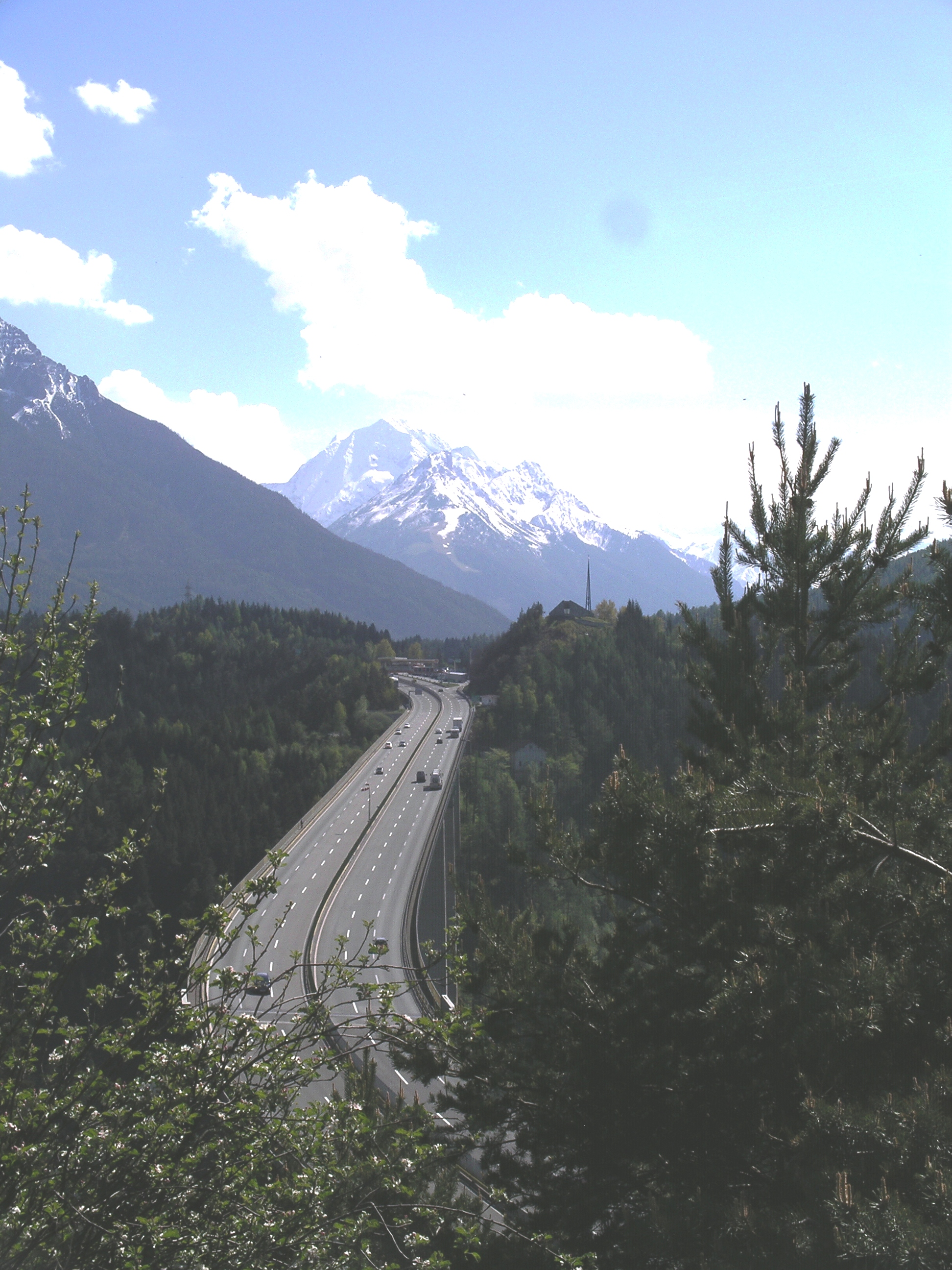
A Brenner-autópálya